# Grande Prêmio da China de 2006
Resultados do Grande Prêmio da China de Fórmula 1 realizado em Xangai a 1º de outubro de 2006. Décima sexta etapa do campeonato, foi vencido pelo alemão Michael Schumacher, da Ferrari, que subiu ao pódio ladeado por Fernando Alonso e Giancarlo Fisichella, pilotos da Renault.

## Resumo
- Última vitória e último pódio de Michael Schumacher pela Ferrari.
- Última vitória da carreira de Michael Schumacher.
- Último ponto de Mark Webber na Williams.
- Empatado numericamente com Fernando Alonso, o alemão Michael Schumacher lidera o mundial por ter sete vitórias contra seis de seu rival.

## Pilotos de sexta-feira
| Construtor          | N° | Piloto              |
| ------------------- | -- | ------------------- |
| Williams-Cosworth   | 35 | Alexander Wurz      |
| Honda               | 36 | Anthony Davidson    |
| Red Bull-Ferrari    | 37 | Michael Ammermüller |
| BMW Sauber          | 38 | Sebastian Vettel    |
| Midland-Toyota      | 39 | Alexandre Prémat    |
| Toro Rosso-Cosworth | 40 | Neel Jani           |
| Super Aguri-Honda   | 41 | Franck Montagny     |

## Classificação da prova

### Treinos classificatórios
| Pos.   | Nº | Piloto               | Equipe              | Q1        | Q2       | Q3       | Grid | Notas      |
| ------ | -- | -------------------- | ------------------- | --------- | -------- | -------- | ---- | ---------- |
| 1      | 1  | Fernando Alonso      | Renault             | 1:44.128  | 1:43.951 | 1:44.360 | 1    |            |
| 2      | 2  | Giancarlo Fisichella | Renault             | 1:44.378  | 1:44.336 | 1:44.992 | 2    |            |
| 3      | 11 | Rubens Barrichello   | Honda               | 1:47.072  | 1:45.228 | 1:45.503 | 3    |            |
| 4      | 12 | Jenson Button        | Honda               | 1:45.809  | 1:44.662 | 1:45.503 | 4    |            |
| 5      | 3  | Kimi Räikkönen       | McLaren-Mercedes    | 1:44.909  | 1:45.622 | 1:45.754 | 5    |            |
| 6      | 5  | Michael Schumacher   | Ferrari             | 1:47.366  | 1:45.660 | 1:45.775 | 6    |            |
| 7      | 4  | Pedro de la Rosa     | McLaren-Mercedes    | 1:44.808  | 1:45.095 | 1:45.877 | 7    |            |
| 8      | 16 | Nick Heidfeld        | BMW Sauber          | 1:46.249  | 1:45.055 | 1:46.053 | 8    |            |
| 9      | 17 | Robert Kubica        | BMW Sauber          | 1:46.049  | 1:45.576 | 1:46.632 | 9    |            |
| 10     | 15 | Robert Doornbos      | Red Bull-Ferrari    | 1:46.387  | 1:45.747 | 1:48.021 | 10   |            |
| 11     | 21 | Scott Speed          | Toro Rosso-Cosworth | 1:46.222  | 1:45.851 |          | 11   |            |
| 12     | 14 | David Coulthard      | Red Bull-Ferrari    | 1:45.931  | 1:45.968 |          | 12   |            |
| 13     | 6  | Felipe Massa         | Ferrari             | 1:47.231  | 1:45.970 |          | 20   | [ nota 2 ] |
| 14     | 20 | Vitantonio Liuzzi    | Toro Rosso-Cosworth | 1:45.564  | 1:46.172 |          | 13   |            |
| 15     | 9  | Mark Webber          | Williams-Cosworth   | 1:48.560  | 1:46.413 |          | 14   |            |
| 16     | 10 | Nico Rosberg         | Williams-Cosworth   | 1:47.535  | 1:47.419 |          | 15   |            |
| 17     | 7  | Ralf Schumacher      | Toyota              | 1:48.894  |          |          | 16   |            |
| 18     | 8  | Jarno Trulli         | Toyota              | 1:49.098  |          |          | 17   |            |
| 19     | 18 | Tiago Monteiro       | Midland-Toyota      | 1:49.903  |          |          | 18   |            |
| 20     | 22 | Takuma Sato          | Super Aguri-Honda   | 1:50.326  |          |          | 21   | [ nota 2 ] |
| 21     | 23 | Sakon Yamamoto       | Super Aguri-Honda   | 1:55.560  |          |          | 19   |            |
| 22     | 19 | Christijan Albers    | Midland-Toyota      | Cancelado |          |          | 22   | [ nota 3 ] |
| Fonte: |    |                      |                     |           |          |          |      |            |

### Corrida
| Pos.   | Nº | Piloto               | Construtor          | Voltas | Tempo/Diferença | Grid | Pontos     |
| ------ | -- | -------------------- | ------------------- | ------ | --------------- | ---- | ---------- |
| 1      | 5  | Michael Schumacher   | Ferrari             | 56     | 1:37:32.747     | 6    | 10         |
| 2      | 1  | Fernando Alonso      | Renault             | 56     | + 3.121         | 1    | 8          |
| 3      | 2  | Giancarlo Fisichella | Renault             | 56     | + 44.197        | 2    | 6          |
| 4      | 12 | Jenson Button        | Honda               | 56     | + 1:12.056      | 4    | 5          |
| 5      | 4  | Pedro de la Rosa     | McLaren-Mercedes    | 56     | + 1:17.137      | 7    | 4          |
| 6      | 11 | Rubens Barrichello   | Honda               | 56     | + 1:19.131      | 3    | 3          |
| 7      | 16 | Nick Heidfeld        | BMW Sauber          | 56     | + 1:31.979      | 8    | 2          |
| 8      | 9  | Mark Webber          | Williams-Cosworth   | 56     | + 1:43.588      | 14   | 1          |
| 9      | 14 | David Coulthard      | Red Bull-Ferrari    | 56     | + 1:43.796      | 12   |            |
| 10     | 20 | Vitantonio Liuzzi    | Toro Rosso-Cosworth | 55     | + 1 volta       | 13   |            |
| 11     | 10 | Nico Rosberg         | Williams-Cosworth   | 55     | + 1 volta       | 15   |            |
| 12     | 15 | Robert Doornbos      | Red Bull-Ferrari    | 55     | + 1 volta       | 10   |            |
| 13     | 17 | Robert Kubica        | BMW Sauber          | 55     | + 1 volta       | 9    |            |
| DSQ    | 22 | Takuma Sato          | Super Aguri-Honda   | 55     | Desclassificado | 21   | [ nota 4 ] |
| 14     | 21 | Scott Speed          | Toro Rosso-Cosworth | 55     | + 1 volta       | 11   |            |
| 15     | 19 | Christijan Albers    | Midland-Toyota      | 53     | + 3 voltas      | 22   | [ nota 4 ] |
| 16     | 23 | Sakon Yamamoto       | Super Aguri-Honda   | 52     | + 4 voltas      | 19   |            |
| Ret    | 7  | Ralf Schumacher      | Toyota              | 49     | Pressão do óleo | 16   |            |
| Ret    | 6  | Felipe Massa         | Ferrari             | 44     | Colisão         | 20   |            |
| Ret    | 8  | Jarno Trulli         | Toyota              | 38     | Motor           | 17   |            |
| Ret    | 18 | Tiago Monteiro       | Midland-Toyota      | 37     | Rodou           | 18   |            |
| Ret    | 3  | Kimi Räikkönen       | McLaren-Mercedes    | 18     | Acelerador      | 5    |            |
| Fonte: |    |                      |                     |        |                 |      |            |

## Tabela do campeonato após a corrida
| Pos.   | Piloto               | Pontos |
| ------ | -------------------- | ------ |
| 1      | Michael Schumacher   | 116    |
| 2      | Fernando Alonso      | 116    |
| 3      | Giancarlo Fisichella | 63     |
| 4      | Felipe Massa         | 62     |
| 5      | Kimi Räikkönen       | 57     |
| Fonte: |                      |        |

| Pos.   | Construtor       | Pontos |
| ------ | ---------------- | ------ |
| 1      | Renault          | 179    |
| 2      | Ferrari          | 178    |
| 3      | McLaren-Mercedes | 101    |
| 4      | Honda            | 73     |
| 5      | BMW Sauber       | 35     |
| Fonte: |                  |        |

- Nota: Somente as primeiras cinco posições estão listadas.